# Omphacodes gracilis
Omphacodes gracilis är en fjärilsart som beskrevs av Butler 1889. Omphacodes gracilis ingår i släktet Omphacodes och familjen mätare. Inga underarter finns listade i Catalogue of Life.